# 鵜の巣断崖インターチェンジ
鵜の巣断崖インターチェンジ（うのすだんがいインターチェンジ）は、岩手県下閉伊郡田野畑村南大芦にある三陸沿岸道路（岩泉道路）のインターチェンジ (IC) である。名称の通り、鵜ノ巣断崖への最寄りインターチェンジでもある。

## 歴史
- 2006年（平成18年）2月11日 : 岩泉道路（当時は「中野バイパス」）・ 鵜の巣断崖IC  - 田野畑村大芦間開通に伴い、供用開始。
- 2010年（平成22年）11月22日 : 岩泉道路（当時は「中野バイパス」）・ 岩泉龍泉洞IC - 鵜の巣断崖IC 間開通。

## 道路

### 本線
- E45 三陸沿岸道路（岩泉道路・56番）

### 接続する道路
- 直接接続
  - 国道45号

## 料金所
無料区間のため、設置されていない。

## 形状
ランプウェイはダイヤモンド型。

## 隣
E45 三陸沿岸道路（岩泉道路）
(55) 岩泉龍泉洞IC - (56) 鵜の巣断崖IC - (57) 田野畑南IC

## 周辺施設
- 鵜ノ巣断崖